# Mimasura pseudopyralis
Mimasura pseudopyralis là một loài bướm đêm trong họ Noctuidae.